# Pere d'Alferic
Pere d'Alferic (? - ?, 1312 - Poblet) fou un dels abats del Monestir de Poblet entre els anys 1302 i 1312. Va intervenir a les Corts de Montblanc l'any 1307 i les de Barcelona el 1311, així com en els concilis de Tarragona del 1305 i 1309. Va ser el fundador del priorat de Natzaret a Barcelona el 1311, en rebre de Sibil·la de Saga el mas d'en Moneder als afores de la ciutat.